# Zweden op het Eurovisiesongfestival 2010

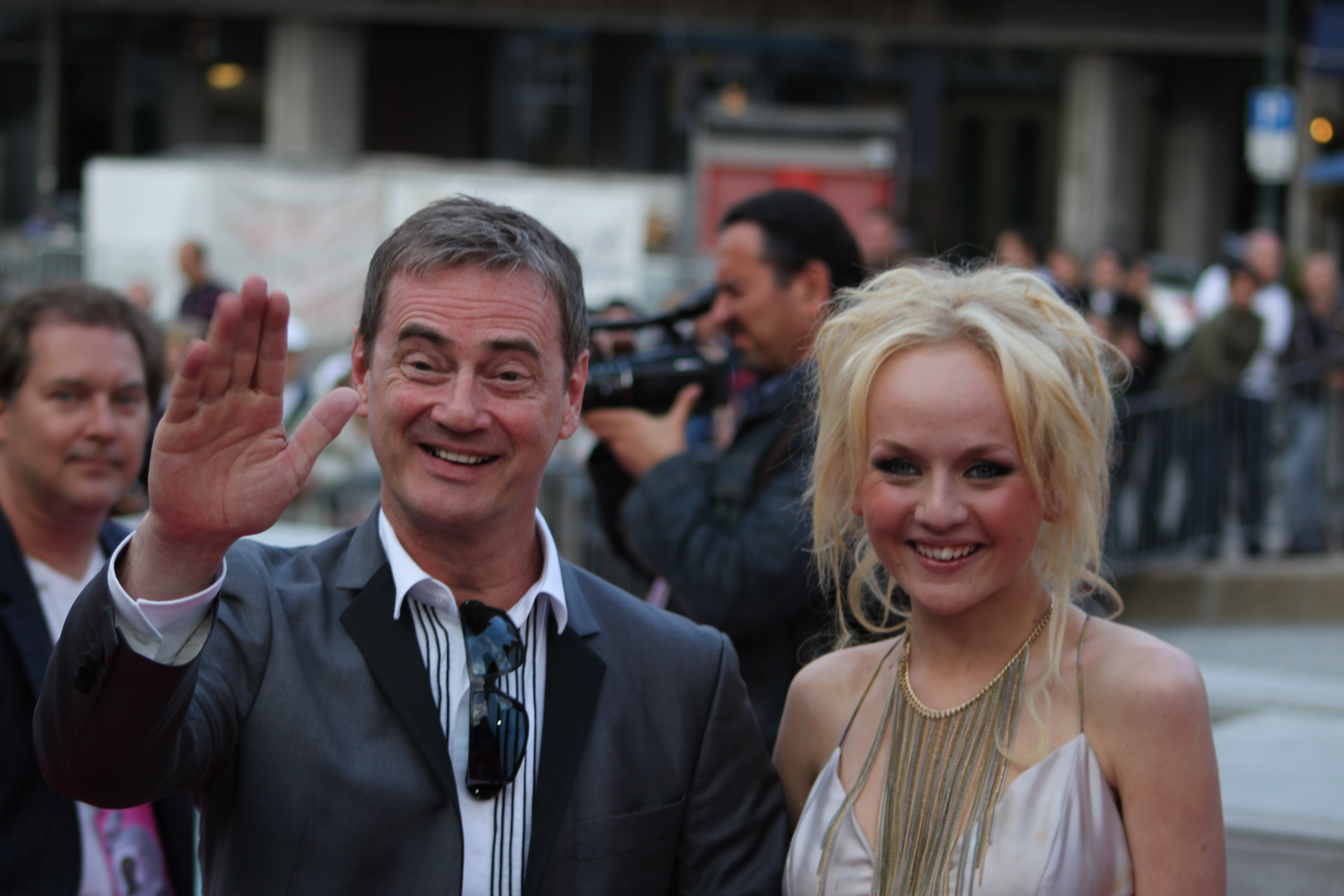
Christer Björkman, directeur van Melodifestivalen, en Anna Bergendahl tijdens de openingsreceptie van het Eurovisiesongfestival 2010.

Zweden nam deel aan het Eurovisiesongfestival 2010 in Oslo, Noorwegen. Het was de 50ste deelname van het land op het Eurovisiesongfestival. De selectie verliep via het jaarlijkse Melodifestivalen, waarvan de finale plaatsvond op 13 maart 2010. SVT was verantwoordelijk voor de Zweedse bijdrage voor de editie van 2010.

## Selectieprocedure
Melodifestivalen 2010 werd gehouden in de maanden februari en maart. De halve finales werden gehouden in Örnsköldsvik (6 februari), Sandivken (13 februari), Göteborg (20 februari) en Malmö (27 februari). Örebro was gaststad voor de tweedekansronde, op 6 maart. De finale werd gehouden in Stockholm. Even waren er plannen om de finale te laten plaatsvinden in Göteborg, maar een hockeywedstrijd in de plaatselijke arena verhinderden dit plan. Zo was de Globen Arena voor het negende jaar op rij plaats van afspraak voor de finale van Melodifestivalen. Winnares was Anna Bergendahl met het nummer This is my life.

### Finale
| Plaats | Artiest           | Lied                  | Punten |
| ------ | ----------------- | --------------------- | ------ |
| 1      | Anna Bergendahl   | This is my life       | 214    |
| 2      | Salem Al Fakir    | Keep on walking       | 183    |
| 3      | Eric Saade        | Manboy                | 159    |
| 4      | Darin             | You're out of my life | 117    |
| 5      | Timoteij          | Kom                   | 95     |
| 6      | Andreas Johnson   | We can work it out    | 50     |
| 7      | Ola Svensson      | Unstoppable           | 47     |
| 8      | Jessica Andersson | I did it for love     | 37     |
| 9      | Peter Jöback      | Hollow                | 32     |
| 10     | Pernilla Wahlgren | Jag vill om du vågar  | 12     |

## In Oslo
Bergendahl werd tot de grote kanshebbers gerekend voor de overwinning in Oslo. Ze trad aan in de tweede halve finale, op 27 mei 2010. Zweden was als zevende aan de beurt, na Zwitserland en voor Azerbeidzjan. Tot grote verbazing van velen kwam Zweden niet uit de enveloppen met de gekwalificeerde landen voor de finale. Achteraf zou blijken dat Zweden elfde was geëindigd, met 62 punten, vijf te weinig om te kunnen deelnemen aan de finale.
Het was voor het eerst sinds de introductie van de halve finale in 2004 dat Zweden zich niet wist te plaatsen voor de finale, en voor het eerst sinds 1976 dat het land de grote show miste.